# Aristolochia nauseifolia
Aristolochia nauseifolia là một loài thực vật có hoa trong họ Aristolochiaceae. Loài này được Mich.J.Parsons mô tả khoa học đầu tiên năm 1996.